# Vampire: The Masquerade – Redemption
Vampire: The Masquerade – Redemption (em português: Vampiro: A Máscara – Redenção) é um RPG de 2000 desenvolvido pela Nihilistic Software e publicado pela Activision. O jogo é baseado no RPG de mesa Vampire: The Masquerade da White Wolf Publishing, uma parte da série maior World of Darkness. Ele segue Christof Romuald, um cruzado francês do século XII que é morto e revivido como um vampiro. O jogo descreve a jornada de séculos de Christof da Era de Ouro de Praga e Viena do século XII até Londres e Nova York do final do século XX em busca de sua humanidade e seu amor sequestrado, a freira Anezka.
A redenção é apresentada nas perspectivas de primeira e terceira pessoa. O jogador controla Christof e até três aliados por meio de uma estrutura linear, fornecendo ao jogador missões para progredir em uma narrativa definida. Certas ações cometidas por Christof ao longo do jogo podem aumentar ou diminuir sua humanidade, afetando qual dos três finais do jogo o jogador recebe. Como um vampiro, Christof é imbuído de uma variedade de habilidades e poderes que podem ser usados para combater ou evitar inimigos e obstáculos. O uso dessas habilidades drena o suprimento de sangue de Christof, que pode ser reabastecido bebendo de inimigos ou inocentes. Inclui jogabilidade multijogador chamada "Storyteller", que permite que um jogador crie uma narrativa para um grupo de jogadores com a capacidade de modificar o jogo dinamicamente em reação às ações dos jogadores.
Fundada em março de 1998, a equipe de doze homens da Nihilistic começou o desenvolvimento de Redemption no mês seguinte como seu primeiro jogo. A equipe levou dois anos para concluir com um orçamento de US$ 1,8 milhão. A equipe contou com oito contratados externos para fornecer elementos que a equipe não conseguiu fornecer, como música e arte. O desenvolvimento do jogo foi difícil: mudanças tardias no software forçaram os desenvolvedores a abandonar o código e os ativos concluídos; o foco em gráficos e som de alta qualidade fez com que o jogo rodasse mal em alguns sistemas de computador; e o escopo original do jogo excedeu o cronograma e o orçamento do jogo, forçando a equipe a cancelar os recursos planejados.
Redemption foi lançado para Microsoft Windows em junho de 2000, com uma versão para Mac OS em novembro de 2001. O jogo recebeu uma resposta crítica mista; os críticos elogiaram seus gráficos e sua funcionalidade multijogador, mas foram polarizados pela qualidade da história e do combate. Ele recebeu o Game Critics Awards de 1999 de Melhor RPG. Foi bem-sucedido o suficiente para merecer a produção de uma sequência indireta Vampire: The Masquerade – Bloodlines (2004), que se passa no mesmo universo fictício.

## Jogabilidade

Da perspectiva de terceira pessoa, o personagem do jogador Christof Romuald empunha uma arma corpo a corpo. A interface mostra o inventário à direita e os membros atuais do grupo na parte inferior

Vampire: The Masquerade – Redemption é um RPG eletrônico apresentado principalmente da perspectiva de terceira pessoa; o personagem jogável é mostrado na tela enquanto um modo opcional de primeira pessoa usado para visualizar o ambiente imediato do personagem está disponível. A câmera pode ser girada livremente em torno do personagem e posicionada acima dele para dar uma visão geral maior da área imediata. O jogo segue uma estrutura linear baseada em missões. A interação é obtida usando um mouse para clicar em um inimigo ou objeto ambiental para atacá-lo ou ativá-lo. A interação é baseada no contexto; clicar em um inimigo inicia o combate, enquanto clicar em uma porta faz com que ela abra ou feche.
O personagem jogável pode liderar um grupo de três aliados adicionais na batalha, controlando suas ações para atacar um único inimigo ou usar poderes específicos. os personagens podem ser definidos para um dos três modos: defensivo, neutro ou ofensivo. No modo defensivo, o personagem permanece distante das batalhas, enquanto o modo ofensivo envia o personagem diretamente para a batalha. O personagem principal e os aliados ativos são representados por retratos na tela que refletem seu estado físico ou emocional atual, mostrando tristeza, raiva, alimentação ou a presença de ferimentos ou estacas - tendo sido esfaqueado no coração e imobilizado.
O jogador pode acessar várias armas de longo alcance e corpo a corpo, incluindo espadas, escudos, arcos e armas de fogo, estacas e água benta. Algumas armas têm um ataque secundário mais poderoso; por exemplo, uma espada pode ser girada para decapitar um inimigo. Por serem vampiros, aliados e inimigos são suscetíveis a danos causados pela luz solar. Disciplinas (poderes vampíricos) são usadas para suplementar ataques físicos. Cada disciplina pode ser atualizada, tornando-se uma versão mais poderosa de si mesma; alternativamente, outros benefícios no jogo podem ser obtidos. O jogo apresenta disciplinas que permitem ao jogador aprimorar as habilidades físicas do personagem, como velocidade, força ou durabilidade. As disciplinas também podem permitir ao jogador hipnotizar um inimigo ou uma potencial vítima de alimentação, tornar o personagem invisível para escapar da detecção, transformar o personagem em névoa, invocar serpentes para atacar inimigos, curar, reviver seus aliados e se teletransportar para um refúgio. Cada disciplina pode ser atualizada até cinco vezes, afetando a duração das habilidades, a escala do dano ou seu efeito e o custo de usá-la. A saúde e a disciplina dos personagens dependem do sangue, que só pode ser reposto alimentando-se dos vivos.—incluindo outros membros do partido—ou encontrar recipientes de sangue, como garrafas e bolsas de plasma. Beber um inocente até a morte e outras ações negativas reduzem a humanidade do jogador, aumentando a probabilidade de entrar em frenesi quando ferido ou com pouco sangue, durante o qual ele ataca indiscriminadamente amigos e inimigos.
Completar objetivos e derrotar inimigos é recompensado com pontos de experiência, que são usados para desbloquear ou atualizar disciplinas existentes e melhorar as estatísticas de cada personagem, como força ou agilidade. Armas, armaduras e outros acessórios podem ser comprados ou atualizados usando dinheiro ou itens valiosos, que são coletados ao longo do jogo. O inventário do personagem é baseado em grade; os objetos ocupam uma quantidade de espaço alocada, exigindo o gerenciamento do espaço de armazenamento disponível. Um cinto permite que alguns itens sejam selecionados para uso imediato durante o jogo, como itens de cura, sem a necessidade de acessá-los no inventário principal. A primeira versão do jogo permite que o progresso seja salvo apenas no refúgio ou abrigo seguro do personagem principal; ele salva automaticamente outros dados em pontos específicos. Uma atualização do jogo permitiu que os jogadores salvassem seus dados do jogo em qualquer ponto da narrativa do jogo.
Redemption apresenta um componente multijogador online que permite aos jogadores se envolverem em cenários juntos. Um jogador assume o papel do Narrador, guiando outros jogadores por um cenário usando a interface do Narrador. A interface permite que o Narrador crie ou modifique cenários colocando itens, monstros e personagens pelo mapa. Estatísticas de personagens, como pontos de experiência, habilidades e disciplinas, também podem ser modificadas. Finalmente, o Narrador pode assumir o papel de qualquer personagem a qualquer momento. Essas funções permitem que o Narrador manipule dinamicamente o ambiente de jogo enquanto os outros jogadores o atravessam.

## Sinopsia

### Contexto

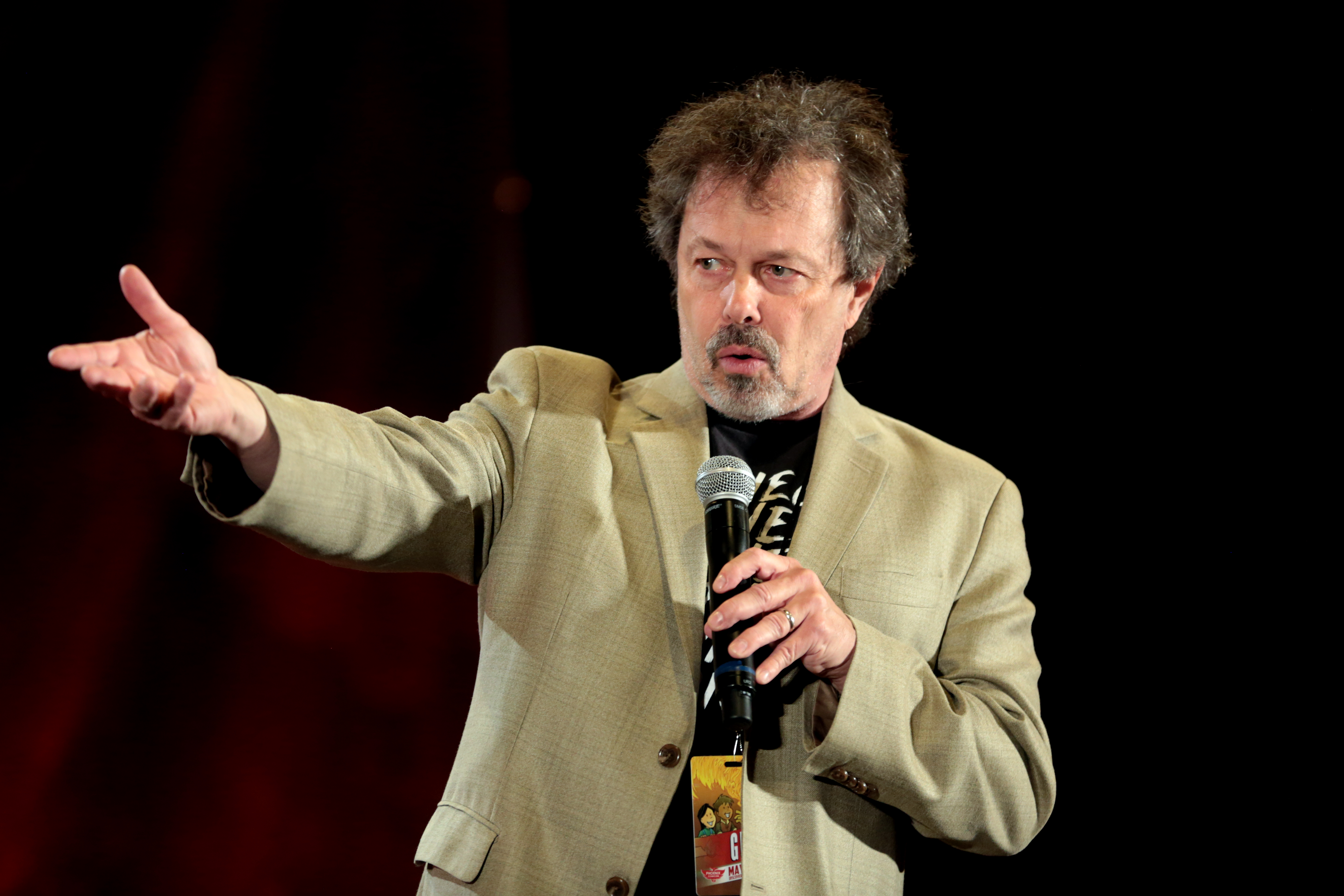
O ator Curtis Armstrong (foto em 2017) dublou a vampira do século XX, Pink.

Os eventos descritos em Vampire: The Masquerade – Redemption ocorrem em dois períodos de tempo: Praga e Viena do século XII e Londres e Nova York do final do século XX. O jogo se passa no Mundo das Trevas; ele retrata um mundo no qual vampiros, lobisomens, demônios e outras criaturas influenciam a história humana. Os vampiros são divididos em sete Clãs da Camarilla — o governo vampírico — cada um com características e habilidades distintas. Os Toreadors são os mais próximos da humanidade — eles têm paixão pela cultura; os Ventrue são líderes nobres e poderosos; os Brujah são idealistas que se destacam na luta; os Malkavianos são amaldiçoados com insanidade ou abençoados com discernimento; os Gangrel são solitários em sincronia com sua natureza animalesca; os Tremere são secretos, indignos de confiança e exercem magia de sangue; e os monstruosos Nosferatu são condenados a permanecer escondidos nas sombras. A Redemption também apresenta o clã da Capadócia; a Sociedade de Leopoldo — caçadores de vampiros modernos; o clã Assamita de vampiros assassinos; o clã Setita; o clã Tzimisce, o clã Giovanni, e o Sabbat — vampiros que se deleitam com sua natureza, abraçando a besta interior. O personagem principal de Redemption é o cruzado francês Christof Romuald, um outrora orgulhoso cavaleiro religioso que se transforma em um vampiro Brujah. Com sua fé religiosa destruída, Christof é forçado a reavaliar sua compreensão do bem e do mal enquanto se adapta à sua nova vida. A âncora de Christof para a humanidade é a freira Anezka, uma humana com uma alma pura que ama Chrisof mesmo depois de sua transformação. Como membro dos Brujah sob Ecaterina, a Sábia, Christof se alia a Wilhelm Streicher, ao Gangrel Erik, e a Serena da Capadócia durante suas viagens pela Praga do século XII. Outros personagens dessa época incluem o traficante de escravos Conde Orsi, o Tremere Etrius, e o Príncipe Ventrue Brandl.
Christof continua sua jornada até o final do século XX, onde se alia aos Brujah Pink, à escravizada Toreador Lily, e ao Nosferatu Samuel. Outros personagens incluem o líder humano de 300 anos da Sociedade de Leopold, Leo Allatius — que estendeu sua vida de forma não natural ao consumir sangue de vampiro— e a líder Setita Lucretia. Durante sua jornada, Christof entra em conflito com Vukodlak, um poderoso vampiro Tzimisce com a intenção de usurpar os ancestrais dos clãs e tomar seu poder para si. Preso em um sono místico por aqueles que se opõem à sua trama, Vukodlak ordena que seus seguidores ajudem a ressuscitá-lo.

### Enredo
Em 1141, em Praga, o cruzado Christof Romuald é ferido em batalha. Ele se recupera em uma igreja, onde é cuidado por uma freira chamada Anezka. O casal se apaixona instantaneamente, mas é contido por seus compromissos com Deus. Christof entra em uma mina de prata próxima para matar um monstruoso vampiro Tzimisce que está atormentando a cidade. A vitória de Christof é notada pelos vampiros locais, um dos quais, Ecaterina, a Sábia, o transforma em um vampiro para impedir que outro clã o leve.
Inicialmente desafiador, Christof concorda em acompanhar o servo de Ecaterina, Wilhem, em uma missão para dominar suas novas habilidades vampíricas. Depois, ele se encontra com Anezka, mas se recusa a contaminá-la com seu estado amaldiçoado. No refúgio de Ecaterina, os Brujah contam a Christof sobre uma guerra iminente entre os clãs Tremere e Tzimisce que devastará os humanos pegos no meio. Wilhem e Christof ganham o favor dos judeus e capadócios locais, que dedicam sua membra Serena à sua causa. O príncipe Ventrue Brandl conta ao grupo que os Tremere em Viena estão transformando humanos em ghouls — servos viciados e fortalecidos pelo sangue de vampiro. O grupo se infiltra na capela Tremere em Praga e impede que o Gangrel Erik seja transformado em uma gárgula, levando-o a se juntar ao grupo.  christof descobre que anezka, buscando a redenção de christof, visitou o clã tzimisce e a fortaleza tremere de viena, haus de hexe. lá, o líder tremere etrius completa a transformação de erik em uma gárgula, forçando christof a matá-lo. etrius revela que os tzimisce sequestraram anezka.
retornando a praga, christof descobre que humanos estão atacando os tzimisce no castelo vyšehrad próximo. christof, wilhem e serena se infiltram no castelo e descobrem que o poderoso e adormecido vukodlak escravizou anezka como um ghoul. anezka rejeita christof e se prepara para reviver vukodlak, mas o ataque humano derruba o castelo sobre eles.
em 1999, a sociedade de leopold escava o local do castelo vyšehrad;  eles recuperam o corpo de christof e o levam para londres, onde ele é acordado por uma voz feminina. ele descobre que os eventos em vyšehrad e a revolta humana resultante dividiram os vampiros em duas seitas: a Camarilla — que se esconde da humanidade — e o Sabbat — que quer recuperar o domínio sobre ela. A escavação da Sociedade também permite que os seguidores de Vukodlak recuperem Vyšehrad. Após escapar, Christof conhece Pink, que concorda em ajudá-lo. Eles descobrem que o clã Setita está enviando contrabando de Vyšehrad para a cidade de Nova York e se infiltram em um bordel Setita para obter informações. Eles matam a líder Setita Lucretia e recrutam Lily, uma prostituta escravizada.
Christof, Pink e Lily viajam para Nova York a bordo de um navio de contrabando, resgatam o Nosferatu Samuel do Sabbat e se infiltram em um armazém que armazena o contrabando de Vyšehrad. Lá, eles encontram Wilhem, que agora é um Sabbat sob Ecaterina após o colapso de seu grupo. Wilhem revela que Pink é uma assassina que trabalha para Vukodlak. Pink escapa e Wilhem se junta a Christof, na esperança de recuperar a humanidade que ele sacrificou durante os 800 anos anteriores. Juntos, Christof, Wilhem, Lily e Samuel descobrem que Vukodlak está escondido sob uma igreja dentro de sua Catedral da Carne e que Anezka ainda está em sua servidão. Na catedral, o grupo descobre que Vukodlak acordou; ele tenta influenciar Christof oferecendo-lhe Anezka e então revelando que ela depende do sangue de Vukodlak para sobreviver. Christof se recusa e Vukodlak joga o grupo em túneis sob a catedral. Christof encontra o Muro das Memórias, que guarda as memórias de Anezka dos últimos milênios, mostrando que ela continuou a ter esperança enquanto Vukodlak encontrava novas maneiras de contaminá-la e atormentá-la. Ela eventualmente sacrificou sua inocência para ganhar a confiança de Vukodlak, usando sua posição para atrasar sua ressurreição ao longo dos séculos até que, sem opções restantes, ela orou pelo retorno de Christof. O grupo retorna à Catedral e luta contra Vukodlak.
O final de Redemption varia dependendo da quantidade de humanidade que Christof reteve durante o jogo. Se a quantidade for grande, Christof mata Vukodlak, se reconcilia com Anezka e a transforma em uma vampira, poupando-a da morte. Se sua humanidade for moderada, ele se rende a Vukodlak e se torna um ghoul; Vukodlak trai Christof e o força a assassinar Anezka. Uma quantidade menor de humanidade resulta em Christof matando Vukodlak ao beber seu sangue. Grandemente fortalecido, Christof abandona sua humanidade, mata Anezka e se deleita com seu novo poder.

## Desenvolvimento

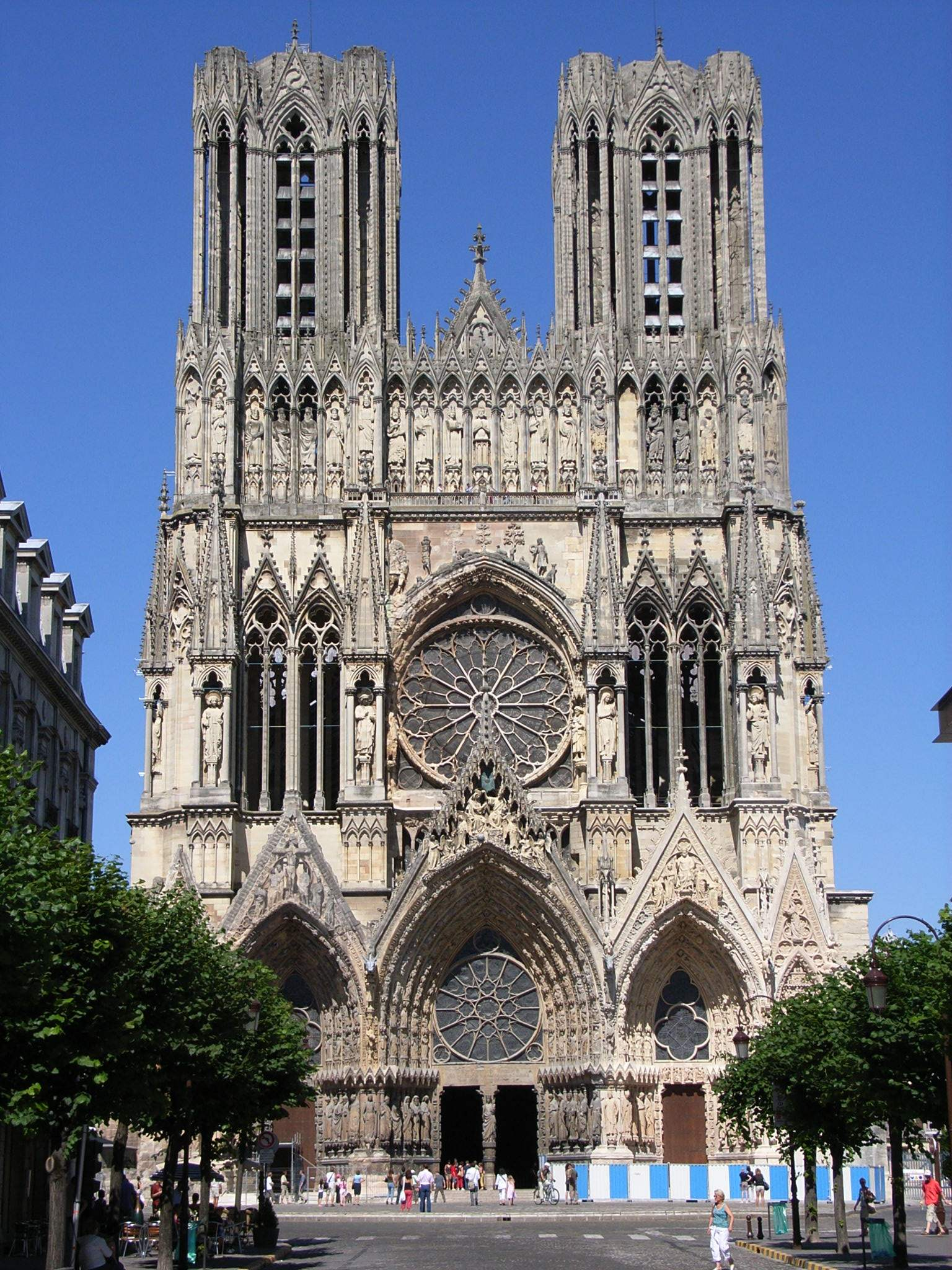
A estética gótica está presente em toda a série Vampire: The Masquerade. A Nihilistic desenvolveu um conceito de jogo original com designs e temas semelhantes antes de seu trabalho em Redemption.

O desenvolvimento de Vampire: The Masquerade – Redemption começou na Nihilistic Software em abril de 1998, logo após a fundação da construtora em março daquele ano. Seu desenvolvimento foi anunciado publicamente em março de 1999. pretendendo se afastar dos jogos em primeira pessoa nos quais os membros da equipe trabalharam com empresas anteriores, a nihilistic preparou um design e uma história para um RPG futurista com temas semelhantes e estética gótica da série Vampire: The Masquerade. Depois que a editora Activision abordou a equipe usando a licença da White Wolf, eles adaptaram partes de seu design original para se adequar à série Vampire, que se tornou o design original para Redemption. O apoio do fundador da Id Software, John Carmack, ajudou a Nihilistic a decidir trabalhar com a Activision. A equipe Nihilistic desenvolveu Redemption ao longo de vinte e quatro meses; a equipe expandiu para doze membros no final do desenvolvimento. A equipe de desenvolvimento incluiu o presidente e CEO da Nihilistic, Ray Gesko, programador principal Rob Huebner, o designer mundial Steve Tietze, o designer de níveis Steve Thoms, o artista principal Maarten Kraaijvanger, o artista Yujin Kiem, o técnico de arte Anthony Chiang e os programadores Yves Borckmans e Ingar Shu.
A Activision forneceu um orçamento de US$ 1,8 milhões; o valor foi mantido intencionalmente baixo para tornar o projeto administrável para a Nihilistic e reduzir o risco para a Activision, que era relativamente inexperiente com RPGs na época. A gerência da Nihilistic estava comprometida com toda a equipe trabalhando em um ambiente de sala única, sem paredes, portas ou escritórios, acreditando que isso forçaria os grupos individuais a se comunicarem e permitiria que cada departamento respondesse às perguntas imediatamente, economizando horas ou dias de tempo de desenvolvimento. A história de Redemption foi desenvolvida com a colaboração de Wolf; foi co-escrita por Daniel Greenberg, um escritor do RPG de caneta e papel de origem.
O pequeno tamanho da equipe levou a Nihilistic a depender de oito contratados externos para fornecer elementos que a equipe não poderia fornecer. Nick Peck foi escolhido para fornecer efeitos sonoros, loops de ambiente e gravações de voz adicionais com base em seu trabalho anterior em Grim Fandango (1998). Kevin Manthei forneceu a trilha sonora para as seções do século XII do jogo, enquanto uma dupla chamada Youth Engine forneceu a trilha das seções modernas. Algumas artes foram terceirizadas; Peter Chan (Day of the Tentacle (1993) e Grim Fandango) desenvolveu a arte conceitual para estabelecer a aparência dos ambientes do jogo, e Patrick Lambert desenvolveu conceitos de personagens e desenhos coloridos para os modeladores e animadores usarem. Huebner considerou que o relacionamento externo mais importante era com uma pequena empresa iniciante chamada Oholoko, que produzia filmes cinematográficos para os elementos da história e finais do jogo. A Nihilistic se reuniu com várias empresas de animação por computador, mas seus preços eram muito caros para o orçamento do projeto.
Redemption foi oficialmente lançado para fabricação em 30 de maio de 2000. O jogo apresenta 300.000 linhas de código, com mais 66.000 linhas de Java para scripts. Em janeiro de 2000, foi anunciado que a Nihilistic estava procurando um estúdio para portar Redemption para o console de videogame da Sega o Dreamcast, porém esta versão nunca foi lançada. Em fevereiro de 2001, após o lançamento da versão para PC, foi anunciado que a MacSoft estava desenvolvendo uma versão para MacOS do jogo.

### Tecnologia
Nihilistic inicialmente olhou para os motores de jogo existentes, como o Quake engine e Unreal Engine, mas decidiu que esses motores, que foram projetados principalmente para jogos de tiro em primeira pessoa, não seriam suficientes para seu RPG de apontar e clicar e decidiu criar seu próprio motor para o desenvolvimento de Redemption. Este era o motor NOD, que os desenvolvedores podiam personalizar para a perspectiva 3D do jogo e mecânica de RPG. A equipe também considerou que desenvolver seu próprio mecanismo permitiria reutilizar livremente o código para projetos futuros ou licenciar o mecanismo com fins lucrativos. O NOD foi prototipado usando a interface de programação de aplicativos (API) Glide porque a equipe acreditava que seria mais estável durante o desenvolvimento do motor, pretendendo que, uma vez que o motor estivesse mais completo, ele seria movido para uma API mais geral projetada para suportar uma ampla gama de hardware, como o Direct3D. No entanto, uma vez que um motor básico estava em vigor no Glide, os programadores voltaram sua atenção para a jogabilidade e funcionalidade. Em junho de 1999, o Redemption ainda estava rodando no Glide, que naquele momento não tinha alguns dos recursos básicos. a equipe se concentrou em construir o jogo para sistemas acelerados por hardware para evitar as limitações de suportar uma gama mais ampla de sistemas, o que restringiu o desenvolvimento do jogo anterior dos fundadores da empresa, Star Wars Jedi Knight: Dark Forces II (1997).
Os programadores sugeriram usar o 3D Studio Max para arte e design de níveis, o que economizaria dinheiro ao permitir que a empresa licenciasse um único software, mas os artistas principais fizeram lobby com sucesso contra esse plano, acreditando que permitir que as respectivas equipes escolhessem o software permitiria que trabalhassem de forma mais eficiente. Huebner disse que isso economizou mais tempo para o projeto do que qualquer outra decisão tomada durante o desenvolvimento. Os designers de níveis escolheram o QERadiant para aproveitar sua experiência anterior usando o software enquanto trabalhavam na série Quake da Id Software. A Id permitiu que a Nihilistic licenciasse o QERadiant e o modificasse para criar uma ferramenta personalizada para seus ambientes 3D. Como o QERadiant era uma ferramenta finalizada e funcional, ele permitiu que os designers de níveis começassem a desenvolver níveis desde o início do projeto e depois os exportassem para o mecanismo NOD, em vez de esperar até seis meses para que a Nihilistic desenvolvesse uma ferramenta personalizada ou aprendesse um novo editor de níveis 3D. Em vinte e quatro meses, os três designers de níveis construíram mais de 100 ambientes de jogo para Redemption. Eles obtiveram plantas e esboços de edifícios da Praga e Viena medievais para melhor representar aquele período e locais. A equipe de arte de quatro pessoas liderada por Kraaijvanger usou o sistema Alias Wavefront e Maya para criar arte 3D. A gerência da Nihilistic queria que Kraaijvanger usasse uma ferramenta menos cara, mas cedeu quando o custo foi descoberto como menor do que o esperado. Ao longo do projeto, a equipe de arte construiu mais de 1.500 modelos 3D.
No início do desenvolvimento, a Nihilistic queria dar suporte à edição do jogo pela comunidade de usuários, tendo visto os benefícios para a comunidade enquanto trabalhava em outros jogos. A equipe que trabalhou no Jedi Knight conhecia a experiência de criar uma nova linguagem de programação personalizada chamada COG que dava aos programadores os resultados que eles queriam, mas custava tempo e recursos significativos do projeto. Com o Redemption, eles queriam incorporar um mecanismo de script existente que permitiria aos usuários desenvolver mais facilmente o jogo em vez de desenvolver seu próprio código novamente, o que consumiria meses de tempo de desenvolvimento. A equipe testou várias linguagens, mas tomou conhecimento de outro estúdio, Rebel Boat Rocker, que estava recebendo atenção por seu uso da linguagem Java. Falando com o programador líder daquele estúdio, Billy Zelsnak, a Nihilistic decidiu experimentar o Java, tendo pouco conhecimento prévio sobre ele. A linguagem se integrou com sucesso ao mecanismo NOD sem problemas, fornecendo um mecanismo de script padronizado e livremente distribuível. Vários designers foram treinados para usar Java para permitir que eles construíssem as várias centenas de scripts necessários para conduzir o enredo do jogo.

### Design
A equipe Nihilistic usou sua experiência adaptando uma propriedade existente para os jogos Star Wars para projetar Redemption. Raciocinando que a maioria das pessoas estaria familiarizada com tropos de vampiros, a equipe escreveu o jogo assumindo que os jogadores não precisariam de uma explicação dos elementos comuns do gênero, ao mesmo tempo em que os permitia explorar as adições da White Wolf ao mito. Ao traduzir o RPG de caneta e papel para um videogame, a equipe redesenhou algumas das disciplinas para torná-las mais simples de entender. Por exemplo, no jogo de caneta e papel, a disciplina "Protean" inclui as habilidades de ver no escuro, criar garras, derreter no chão e se transformar em um animal, no entanto, em Redemption, elas foram transformadas em disciplinas individuais para torná-las instantaneamente acessíveis, em vez de exigir que o jogador selecione Protean e, em seguida, selecione uma das sub-habilidades.
Huebner disse que a equipe lutou com contenção. Desde o início, a equipe desenvolveu seus ativos para um sistema de ponta para garantir que o projeto finalizado tivesse gráficos de ponta e, se necessário, poderia reduzir a arte mais facilmente do que aumentá-la. No entanto, as equipes de arte não foram impedidas de produzir novos ativos, resultando em Redemption exigindo aproximadamente 1 GB de espaço de armazenamento para instalar. Além disso, as texturas foram feitas em cores de 32 bits, os modelos eram extremamente detalhados — apresentando entre 1.000 e 2.000 triângulos cada em média — e os níveis eram iluminados com mapas de luz de alta resolução. Como o jogo foi projetado para sistemas de computador de ponta, ele dependia de algoritmos para reduzir os modelos; combinado com os ativos de arte de alto detalhe, Redemption era difícil de rodar em sistemas de baixo e médio alcance.  A Nihilistic pretendia incluir versões de 16 bits e 32 bits das texturas do jogo, e diferentes níveis de qualidade de som para permitir que os jogadores escolhessem quais versões instalar, mas o formato CD-ROM não era espaçoso o suficiente para acomodar mais de uma versão do jogo. O produto final mal cabia em dois CD-ROMs; alguns recursos de som foram removidos para se adequar ao formato. Isso fez com que o jogo usasse uma grande quantidade de recursos do computador e limitou a capacidade de portá-lo para ambientes de console mais limitados.
Os programadores identificaram logo no início que o pathfinding — a capacidade dos personagens de tamanho variável de navegar pelo ambiente — seria um problema. Huebner citou a dificuldade de programar personagens para navegar em um ambiente no qual os designers de níveis são livres para adicionar escadas, rampas e outros objetos 3D. Eles criaram uma solução temporária e planejaram melhorar o pathfinding mais tarde no desenvolvimento. Quando eles resolveram o problema adequadamente, muitos dos níveis estavam quase completos e apresentavam poucos marcadores que os programadores pudessem usar para controlar o movimento. Eles conseguiam identificar peças transitáveis, mas não paredes, penhascos e outros perigos ambientais. Soluções ideais, como criar zonas para os personagens caminharem, levariam muito tempo para serem adicionadas retroativamente aos 100 níveis criados, então os programadores passaram várias semanas fazendo pequenas correções iterativas para ocultar os erros óbvios no pathfinding e deixar os menos óbvios intactos.
Desde o início, a equipe queria fazer um grande RPG, mas estava restrita por seu orçamento e cronograma. Eles estavam relutantes em cortar qualquer conteúdo, como um dos períodos de tempo ou o aspecto multijogador, e decidiram adiar a data de lançamento original de março de 2000 para junho do mesmo ano. Eles também reduziram o escopo de seus testes multijogador e cancelaram o lançamento planejado de uma demonstração interativa de pré-lançamento. O atraso permitiu que a Nihilistic mantivesse a maior parte do design pretendido, mas eles foram forçados a remover a capacidade de jogar toda a campanha single-player como uma equipe online, compensando isso adicionando dois cenários multijogador construídos usando níveis do jogo single-player. Huebner disse que eles não planejaram adequadamente o multijogador ao construir os scripts Java para o jogo single-player, o que significa que os scripts não funcionaram efetivamente no modo multijogador.
O modo multijogador "Storyteller" foi concebido no início do ciclo de desenvolvimento. Desviando-se dos típicos modos multijogador de deathmatch ou de jogo cooperativo, o Storyteller exigiu que a Nihilistic desenvolvesse uma interface que pudesse dar a um jogador, o Storyteller, controle suficiente para executar um cenário específico e alterar eventos no jogo em tempo real sem torná-lo muito complexo para o jogador médio entender. Grande parte da tecnologia era simples de implementar, exigindo componentes de software multijogador típicos que permitiriam que os usuários se conectassem uns aos outros. A maior tarefa exigia o desenvolvimento de uma interface que pudesse fornecer ao Narrador controle sobre os aspectos de um jogo multijogador sem que ele se tornasse muito complexo. A interface tinha que conter listas de objetos, personagens e outros recursos, e opções para manipular esses recursos. Tinha que ser acessível principalmente usando um mouse como entrada, reservando o teclado para comandos menos comuns e mais avançados. O modo foi inspirado no Multi-User Dungeon baseado em texto, um mundo virtual multijogador em tempo real no qual usuários de alto escalão podem manipular o ambiente do jogo e criar aventuras dinamicamente.

## Lançamento

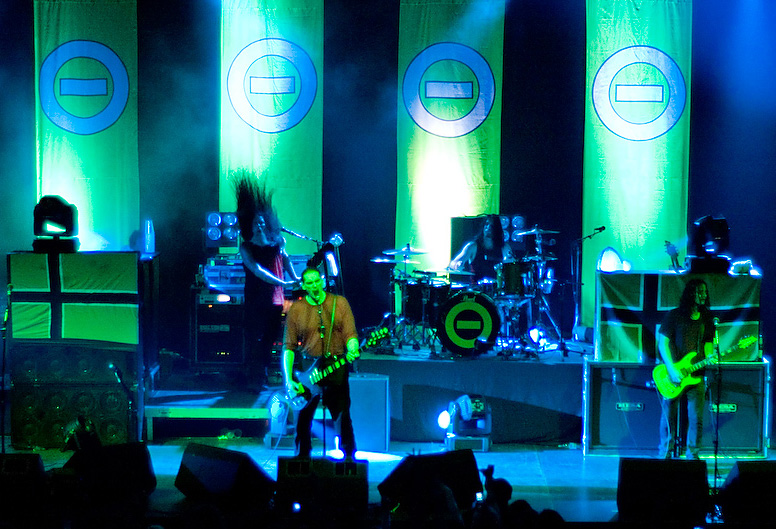
A trilha sonora inclui músicas de Type O Negative (foto), Ministry e Darling Violetta, entre outros..

Vampire: The Masquerade – Redemption foi lançado para Microsoft Windows na América do Norte em 7 de junho de 2000, na Europa em 30 de junho e na Austrália em 26 de julho.
 O lançamento do jogo incluiu uma cópia autônoma do jogo e uma edição de colecionador contendo uma cópia do jogo, uma edição limitada e encadernada de The Book of Nod da White Wolf narrando o primeiro vampiro, um pingente da Camarilla, um guia de estratégia e uma capa de caixa de jogo alternativa. A edição de colecionador também incluiu uma cópia da trilha sonora do jogo, com músicas de Type O Negative, Gravity Kills, Ministry, Darling Violetta, Cubanate, Primus, Youth Engine e Kevin Manthei. A Nihilistic também lançou o Embrace, um editor de níveis com acesso ao código do jogo para permitir que os usuários modifiquem níveis e scripts. Desenvolvido pela Varcon Systems, uma versão para Mac OS foi lançada em 14 de novembro de 2001.
Durante sua primeira semana de vendas, Redemption foi o terceiro jogo mais vendido para Windows nos Estados Unidos, atrás de The Sims e Who Wants To Be A Millionaire 2nd Edition. As vendas da Collector's Edition foram rastreadas individualmente; foi o quinto jogo mais vendido naquela mesma semana. De acordo com a empresa de rastreamento de vendas PC Data, Redemption vendeu aproximadamente 111.193 unidades na América do Norte até outubro, arrecadando US$ 4,88 milhões. Aproximadamente 57.000 unidades foram vendidas na Alemanha até março de 2001. O jogo passou quatro meses na lista dos 30 jogos mais vendidos, chegando ao número 5 em julho de 2000, antes de sair das paradas em outubro. Redemption recebeu um lançamento digital no serviço GOG.com em fevereiro de 2010. Redemption obteve sucesso suficiente para merecer o lançamento em 2004 de uma sequência indireta, Vampire: The Masquerade – Bloodlines, que se passa no mesmo universo fictício e foi desenvolvido pela Troika Games.
em 2022, foi anunciado que os fãs estavam refazendo o redemption como um mod de conversão total para The Elder Scrolls V: Skyrim chamado Vampire: The Masquerade - Redemption Reawakened. embora o projeto tenha sido apoiado pela Paradox Interactive—os atuais detentores dos direitos da licença Vampire: The Masquerade—a Activision, que possui elementos específicos de Redemption, recusou a permissão. Em 2024, os desenvolvedores renomearam o projeto Vampire: The Masquerade - Reawakened, pretendendo fazer um jogo legalmente distinto no cenário.

## Recepção
O site do Metacritic deu ao jogo uma pontuação de 74 em 100 com base em 22 análises. Os críticos compararam-no a outros RPGs de sucesso, incluindo Diablo II, Deus Ex, Darkstone, e a série Final Fantasy.
Os gráficos do jogo receberam elogios quase unânimes. A Game Revolution disse que seus gráficos "brilhantes" estavam entre "os melhores em jogos" e a Next Generation disse que os gráficos eram os melhores de RPG para PC. A Computer Games disse que era o jogo de PC mais atraente da época, ArsTechnica disse que foi o melhor jogo para assistir e assistir desde The Last Express (1997), e a PC Gamer disse, "nunca houve um RPG mais lindamente criado". O design dos níveis e os ambientes foram elogiados pelo nível de detalhes, proporcionando uma estética atmosférica e pensativa com detalhes "meticulosos". Os críticos também fizeram comentários positivos sobre os efeitos de iluminação do jogo. Por outro lado, a Computer Gaming World (CGW) disse que, embora o jogo fosse atraente, os visuais eram superficiais e falhavam em enfatizar os elementos de terror do jogo. Eles também criticaram o posicionamento da câmera em terceira pessoa no jogo, alegando que ela obscurecia a área diretamente na frente do jogador e não permitia que o jogador olhasse para cima.
Responses to the story were ambivalent; some reviewers called it strong with good dialog; others said it was poor. GameRevolution and CGW called the dialog poor, sophomoric, and often overly-verbose; in particular CGW said some speeches became an "agonizingly long filibuster" that only served to delay the return of control to the player. Other sources called it one of the richest, most engrossing stories to be found outside films and novels, and more original than most RPGs. Computer Games criticized the linear storyline, and said the few dialog choices available to the player had no real impact on the storytelling. CGW said the linear story prevented Redemption from being a true RPG because it lacked interaction with many characters, and the lack of player impact on the story made it seem as though they were not building characters but rather were getting them to the story milestones. According to PC Gamer, while the game's linearity was a negative, it kept the narrative tight and compelling.
Reviewers variously appreciated and disliked the voice acting. Game Revolution and Computer Games said the acting ranged from adequate to good, while CGW said the voices were inappropriate and  the 12th century European voices sounding like modern Americans, but that the modern era featured better actors. ArsTechnica said the acting was inconsistent but was better than that of Deus Ex. The weather effects, background sound, and moody music were said to blend together well and help immerse the player in the game's world. CGW said the sound quality was sometimes poor.
Much of Redemption's criticism focused on technical problems when it was released, undermining the game experience or making it unplayable. Several reviewers noted issues with the initial lack of a function to save game progress at any point, which meant that dying or technical issues with the game could necessitate them to reload a previous save, and then repeat up to 30 minutes of gameplay. CGW added that the repetitive gameplay meant that losing progress and having to repeat it was a particular downside. Next Generation, who provided the game with a score of 3 out of 5, said that Redemption was potentially only a few patches away from being a 5 out of 5 game, if not for technical issues. PC Gamer's review even included recommended instructions for cheats that worked around the technical flaws.
CGW said the in-game combat became a confusing mess once allies became involved, in part due to poor artificial intelligence (AI) that caused them to use powers liberally and become low on blood as a result. The AI was considered to be insufficient for the game; pathfinding failures meant allies would become stuck on environmental objects or each other during combat, use up their costliest abilities on enemies regardless of their threat, and were poor at staying alive in battle. Enemies were similarly dismissed for either not noticing the playable character in obvious circumstances or failing to respond to attacks on themselves.
O combate também foi criticado; a Computer Games chamou o jogo de "pouco mais que uma aventura de hack-and-slash", e disse que o foco do jogo no combate era contrário ao foco maior na intriga política e interação social prevalente no jogo de tabuleiro Vampire: The Masquerade. A ArsTechnica disse que o combate era inicialmente divertido, mas muito repetitivo, e se tornou uma tarefa árdua nos estágios posteriores do jogo, observando que cada masmorra inimiga consistia em quatro níveis cheios de inimigos idênticos, enquanto a Next Generation disse que o número de inimigos e a dificuldade de derrotá-los muitas vezes significavam que o personagem jogável fugiria ou morreria. O combate repetitivo também foi criticado por outros críticos, que não gostaram que envolvesse clicar repetidamente nos inimigos até que eles morressem;  e fugir se o personagem jogável estivesse prestes a morrer contra ondas intermináveis de inimigos. As disciplinas eram consideradas úteis para adicionar variedade ao combate, mas as batalhas eram muito rápidas para permitir o uso tático de uma ampla gama de poderes devido à incapacidade de pausar o combate para permitir a emissão de ordens.
A Game Revolution disse que o recurso multijogador foi uma revelação e valeu o custo do jogo sozinho. A Computer Games disse que foi inovador e pode servir de inspiração para jogos futuros. O PC Gamer disse que o modo multijogador foi o fator redentor do jogo, embora ainda estivesse marcado por bugs. Outros notaram que alguns aspectos da interface multijogador eram insuficientes, como a incapacidade de armazenar diálogos personalizados, exigindo que o Narrador digitasse texto em tempo real durante o jogo.

### Prêmios
No Game Critics Awards de 1999, Redemption foi eleito o Melhor RPG à frente do RPG de ação em primeira pessoa Deus Ex.

## Trabalhos citados
- Erickson, Daniel (Agosto de 2000). «Vampire: The Masquerade - Redemption». Imagine Media. Next Generation (8 (Lifecycle 2)): 84–85
- Green, Jeff (Abril de 1999). «Vampire The Masquerade: Redemption». Ziff Davis. Computer Gaming World (177): 108–115
- Hill, Mark (Agosto de 2000). «Vampire: The Masquerade - Redemption». Dennis Publishing. PC Zone (92): 59–62
- McDonald, T. Liam (Outubro de 2000). «Games & Books - Vampire: The Masquerade—Redemption». Games Publications. Games. 24 (7). 57 páginas. ISSN 0199-9788
- Mallinson, Paul (Agosto de 1999). «Sink Your Teeth Into...Vampire: The Masquerade - Redemption». Dennis Publishing. PC Zone (79): 41–44
- «NachSpiel». Future Verlag GmbH. PC Player. Março de 2001
- Wolf, Michael (Setembro de 2000). «Vampire: The Masquerade - Redemption». Future plc. PC Gamer. 7 (9): 94–96
- «Vampire: The Masquerade - Redemption». Imagine Media. Next Generation (53 (Lifecycle 1)): 39–42. Maio de 1999

## Ligações Externas
- Official website no Wayback Machine (arquivado em 2002-02-04)
- Vampire: The Masquerade - Redemption no MobyGames
- Vampire: The Masquerade – Redemption. no IMDb.